# 西瓜拉尼
西瓜拉尼是巴西圣保罗州的一个市镇。总面积84.534平方公里，总人口2132人，人口密度25.2人/平方公里。